# Pantera (araldica)
La pantera è una figura araldica, simbolo di astuzia, ferocia, o impetuosità.

## Nel blasone franco-italiano
La pantera, che nei blasoni franco-italiani è rappresentata abbastanza fedelmente all'animale reale, per la sua pelle maculata, è simbolo di sottigliezza astuta perché si riteneva che facesse avvicinare gli altri animali, attratti dalla bellezza della sua pelle, nascondendo il capo e d'un tratto divorandoli. La pantera è generalmente in posa aggressiva, rampante o passante, e simboleggia furia, ferocia, impetuosità, natura incapace di rimorso. Si diceva che la pantera salvasse la gente dal drago del Maligno, poiché si pensava che avesse un alito delicato che simboleggiava la dolce influenza di Cristo
Il capo della pantera, da solo e di prospetto, si chiama ceffo di pantera.

### Esempi

Pantera rampante d'oro (Cavriago)
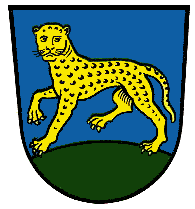
Pantera passante (Barenburg, Germania)
Partito: nel 1° d'azzurro, al leone d'oro rivoltato; nel 2° di nero, alla pantera d'argento rampante e con la testa in riscontro (La Salle-les-Alpes, Francia)
Pantera maculata rampante (Provincia di Lucca)

## Nel blasone germanico
Nel blasone germanico, la pantera è una figura araldica chimerica avente corpo di leone, testa di cavallo, di toro o di drago (a volte cornuta, il drago è rappresentato con un solo corno, corto, in mezzo alla fronte), corna e zampe di toro (talvolta le zampe anteriori sono degli artigli d'aquila e quelle posteriori sono di leone), coda di leopardo e che vomita fiamme dalla gola, dalle narici e dalle orecchie.

Pantera araldica germanica

Questa versione della pantera si incontra spesso nella regione della Stiria, in Austria, nel cui blasone compare, secondo la blasonatura: di verde, alla pantera d'argento, armata e cornata di rosso, vomitante fiamme dello stesso.

### Esempi

Stemma della Stiria
Stemma di Steyr, Austria
D'argento, alla pantera di nero, crestata d'oro, lampassata di rosso e vomitante fiamme dello stesso (Blasone di Sofia di Starhemberg (1722-1773))
Stemma di Kißlegg, Germania
Un lupo e una pantera nello stemma del circondario di Passavia, Germania

## Nel blasone anglosassone
Nell'araldica inglese la pantera viene rappresentata come un felino d'argento con macchie multicolore (che devono essere blasonate come maculata o seminata di tortelli d’oro, azzurro, rosso e verde) che emette fiamme dalla bocca, dalle narici e dalle orecchie; queste ultime rappresentano l'alito profumato che l'animale era solito emettere dopo i pasti; alcuni autori riferiscono che i manoscritti araldici a volte interpretano le macchie multicolori dell'animale come simboli per le numerose virtù del portatore dell'arma. In alternativa può essere rappresentata come un felino, con o senza corna, a bande multicolori che emette fuoco da orecchie e bocca — in inglese blasonata come panther incensed —, o come un animale chimerico con corpo di leone, testa di cavallo con corna, zampe anteriori di grifone e zampe posteriori di leone. Una pantera era usata da Enrico VI di Inghilterra come emblema personale.

### Esempi

La pantera simbolo distintivo di Enrico VI.
Una pantera come sostegno (stemma di Catherine Parr).
Due pantere (con le corna) usate come sostegni e una d'azzurro come cimiero (stemma di Claire Boudreau).

## Posizione araldica ordinaria
Nelle tradizioni araldiche esposte, la pantera si pone rampante.

## Attributi araldici
- Macchiata di… quando le chiazze di cui la sua pelle è screziata sono di smalto diverso.
- Maculata di…, lo stesso che macchiata.
- Oscena quando il membro virile è di altro smalto.